# Samsø

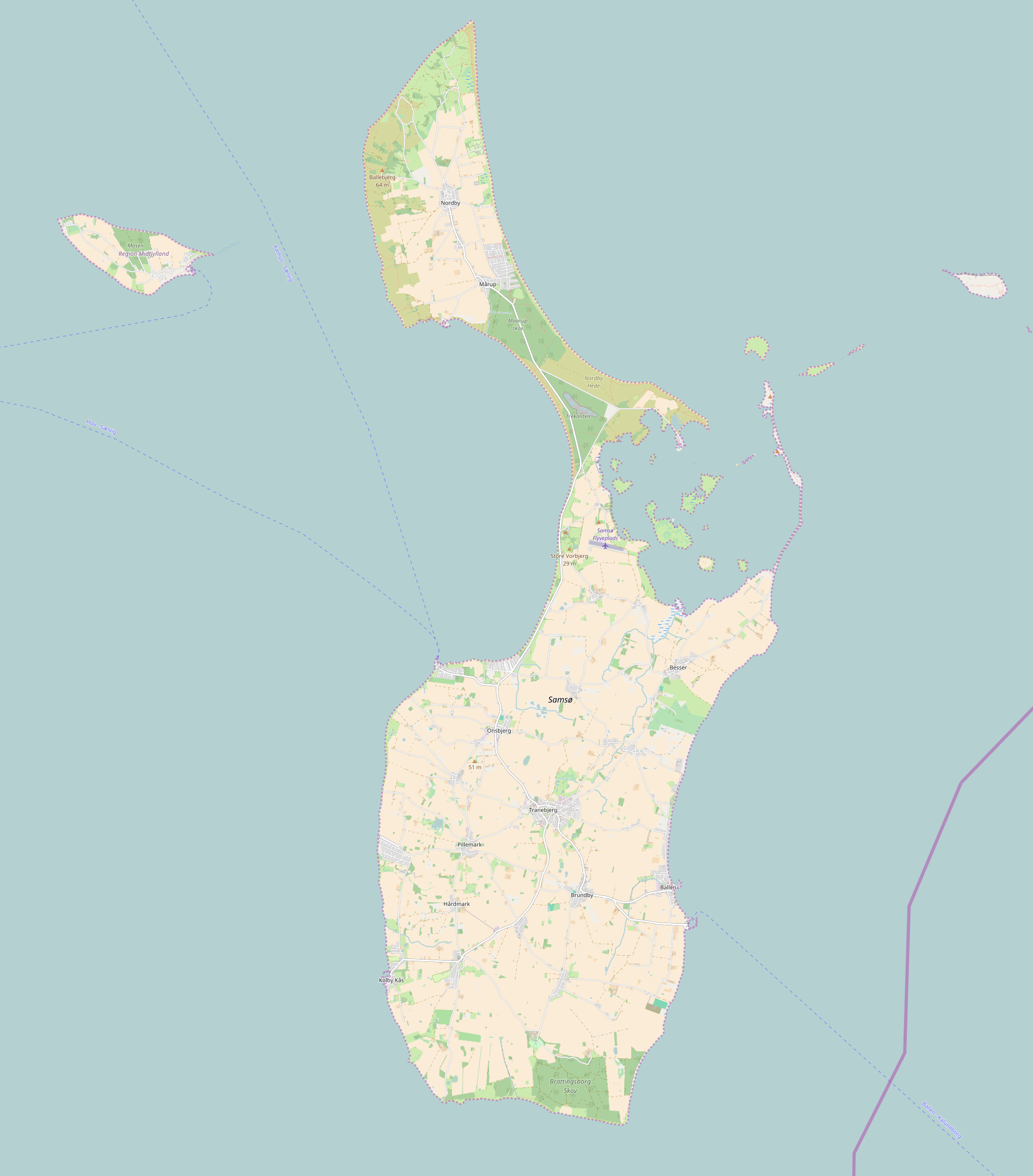
Kaart van het eiland Samsø

Samsø is een eiland en gemeente in de Deense regio Midden-Jutland en telt 3.724 inwoners (2017).
Het eiland leeft van het toerisme, de landbouw en het leveren van groene stroom. Samsø is in Denemarken bekend om zijn aardappels. Het eiland werd op het smalle middendeel doorsneden door het 500 meter lange Kanhave-kanaal van meer dan 1000 jaar oud dat nu dichtgeslibd is.

## Geschiedenis
De gemeente werd in 1962 opgericht door het samenvoegen van Besser, Kolby, Nordby, Onsbjerg en Tranebjerg. Tot 1970 was het deel van Holbæk Amt, vanaf 1970 werd het deel van de provincie Århus Bij de herindeling van 2007 is het een zelfstandige gemeente gebleven die deel werd van de regio Midden-Jutland.
Sinds 1 januari 2014 is de Nederlander Marcel Meijer burgemeester. In 2015 brachten de Nederlandse koning Willem-Alexander en koningin Máxima een bezoek aan het eiland.

## CO2-neutrale elektriciteit en verwarming

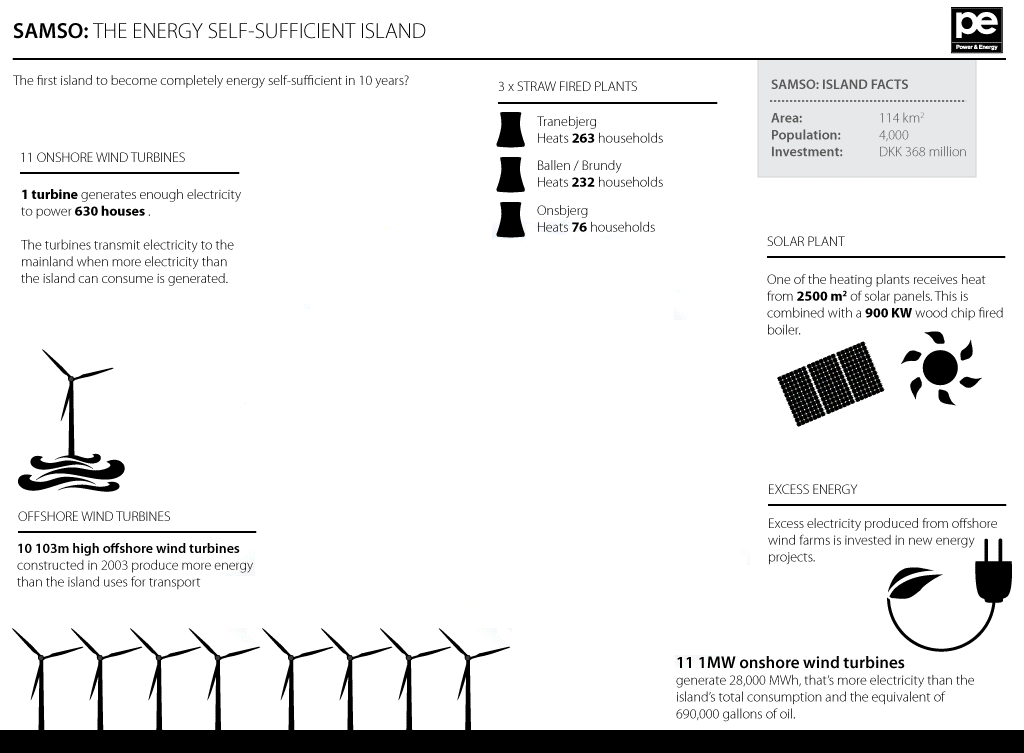
Hernieuwbare energie op Samsø

Samsø is dankzij windenergie en andere hernieuwbare energiebronnen de grootste woongemeenschap op aarde die haar elektriciteit en verwarming CO2-neutraal opwekt. Dit begon allemaal toen de eilandbewoners in de jaren negentig door de economische teruggang en de afname van het inwoneraantal besloten hun eigen energie op te gaan wekken en autarkisch te worden. Ze legden geld bij elkaar om windmolens te laten bouwen voor groene stroom waarvan ze zelf de afnemers zouden worden. Tegenwoordig wordt 100% van de elektriciteit die het eiland gebruikt ter plaatse opgewekt. Het overschot wordt aan Jutland geleverd. 75% van de warmtebehoefte wordt op het eiland opgewekt met zonne-energie en het verbranden van biomassa. Een kwart van het wagenpark is inmiddels elektrisch.

## Plaatsen in de gemeente
- Onsbjerg
- Tranebjerg (hoofdplaats)
- Nordby
- Brundby

## Samsø in de Noordse mythologie

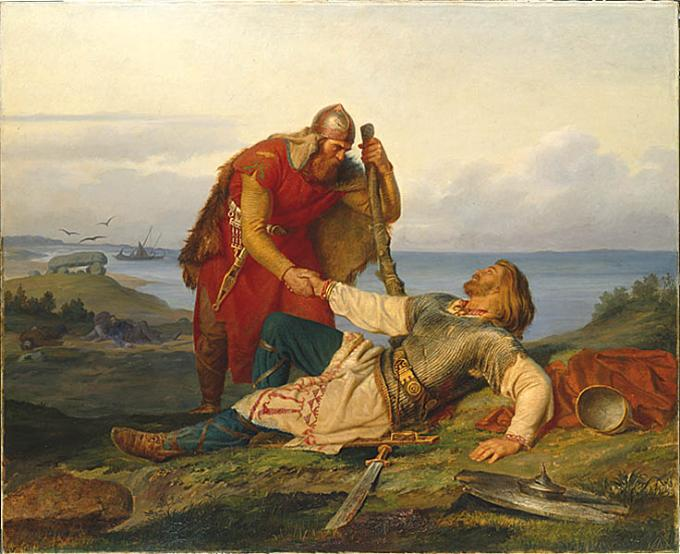
Orvar-Odd neemt afscheid van Hjälmar na de strijd op Samsø, Mårten Eskil Winge, 1866

De Deense geschiedschrijver Saxo Grammaticus stelde dat een legendarisch gevecht van Hjalmar en Orvar-Odd tegen een leger van Arngrim op Samsø had plaatsgevonden.
Ook zou de Noordse oppergod Odin hier Seiðr (een vorm van magie) geleerd hebben. De naam van het dorpje Onsbjerg zou afkomstig zijn van de oppergod (Odins berg).